# Aristo

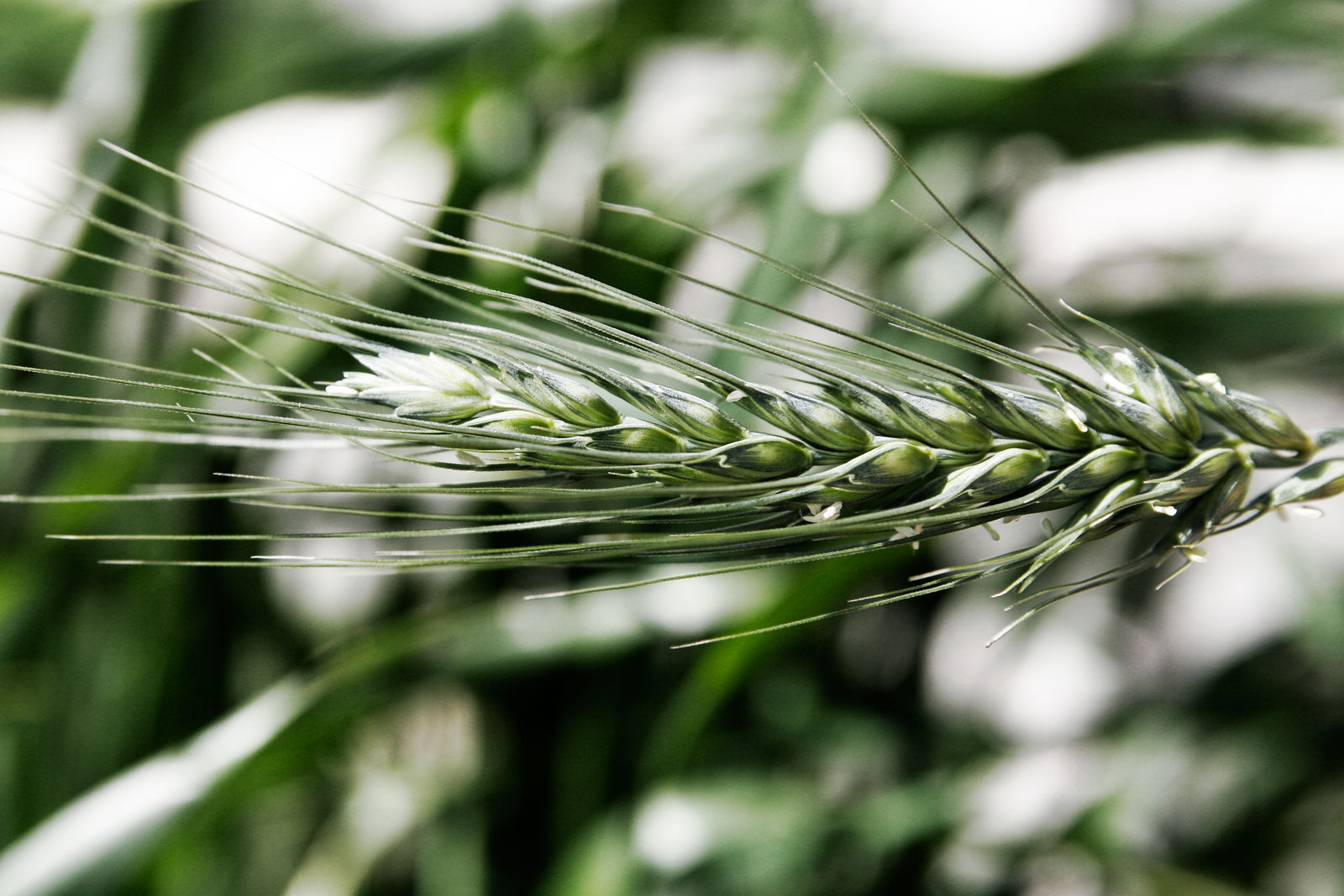
Espiga de centeio com aristos.

Aristo (por vezes arista, na linguagem comum pragana, aresta ou saruga) é a designação dada em botânica aos prolongamentos acuminados das glumas de diversas plantas, com destaque para os cereais.